# 李国芳
李国芳（1944年—），男，汉族，山东人，中华人民共和国政治人物，曾任宁夏回族自治区人大常委会秘书长、副主任。